# Modled
Et modled (eller antiled) er et sætningsled hvor et navneordsmæssigt led bliver ændret med et forholdsord.
Modled kan både forekomme for subjektet, det direkte objekt og det indirekte objekt.
Eksempel:
Hun gav ham pakken.
Hun gav pakken til ham.
hvor til ham er det indirekte objekts modled.